# Havssvalget 17

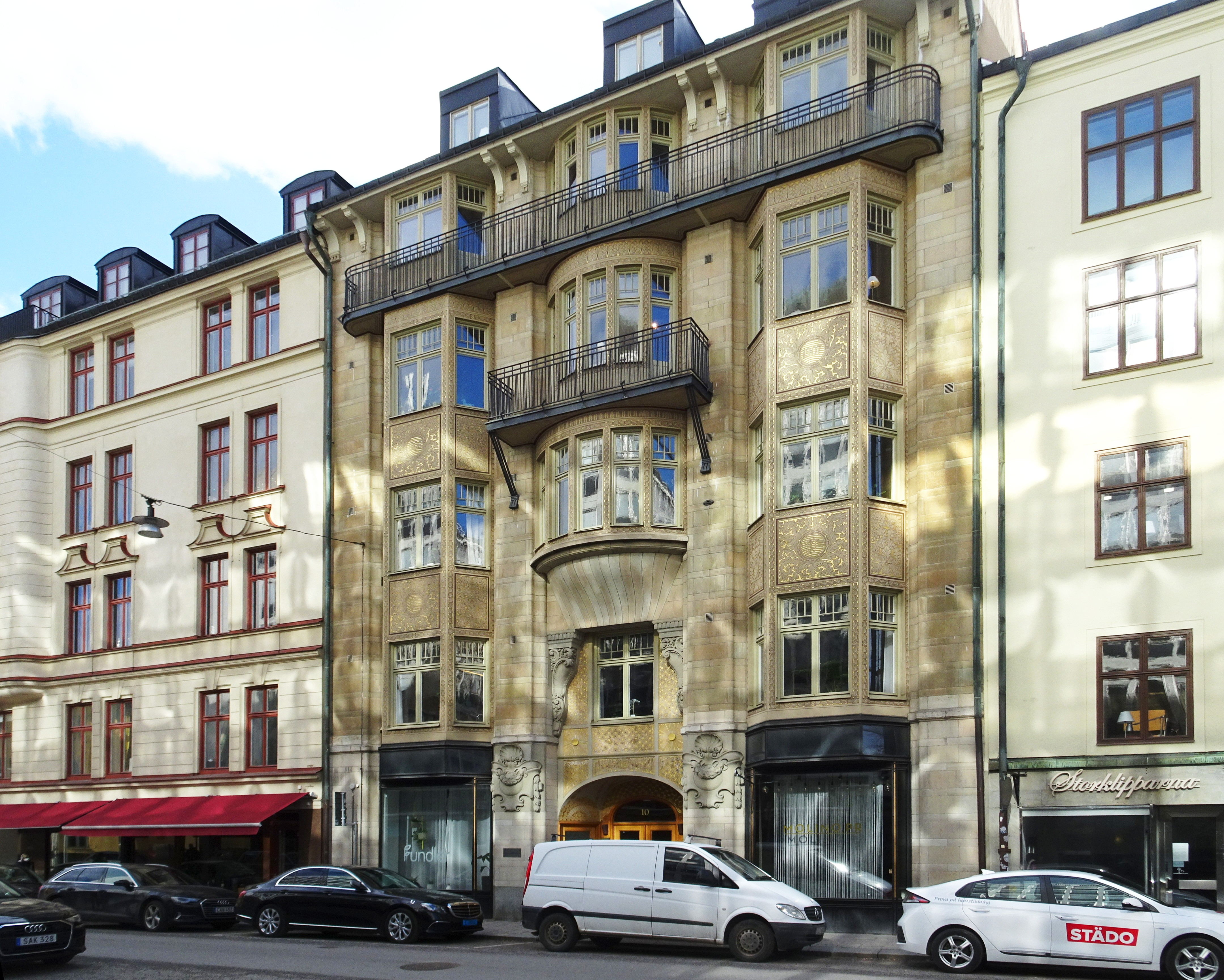
Havssvalget 17, Storgatan 10, mars 2021.

Havssvalget 17 är en kulturhistoriskt värdefull kontorsfastighet i kvarteret Havssvalget vid Storgatan 10 på Östermalm i Stockholm. Byggnaden uppfördes 1907 som bostadshus efter ritningar av arkitektkontoret Hagström & Ekman och är blåmärkt av Stadsmuseet i Stockholm, vilket innebär att bebyggelsen representerar ”synnerligen höga kulturhistoriska värden”. Sedan 1991 har investmentbolaget Industrivärden sitt huvudkontor i byggnaden.

## Kvarteret
Havssvalget är ett relativt stort innerstadskvarter som sträcker sig mellan Storgatan och Riddargatan respektive mellan Artillerigatan och Skeppargatan. Kvarteret har mycket gamla anor och är belagt sedan 1650 när stadsplaneringen på Ladugårdslandet tog sin början. Namnet anknyter till havsrelatera kvartersnamn som Havsfrun, Valfisken, Sjökalven och Sjöhästen vilka återfinns i grannskapet. På Petrus Tillaeus karta från 1733 redovisas kvarteret som Hafsswalget (nr 38). Under ett havssvalg förstod man en malström, ett bottenlöst djup i havet eller det ställe ur vilket, enligt äldre uppfattning, havets vatten rann upp. Kvarteret Havssvalget delades i en mängd tomter av varierande storlek, till en början upp till ett 30-tal. Några tomter lades ihop till dubbla fastigheter, så även Havssvalget 17 som är sammanslaget av 17 och 18.

## Historik

### Allmänt
Tomten var bebyggd redan på 1700-talet och med ett nytt hus som kom till på 1840-talet. På 1880-talet ägdes tomten 17 och 18 av lantbrukaren C.J.M. Eklund vars stärbhus lät riva 1840-tals byggnaden och uppföra ett nytt bostadshus. Samtidigt såldes tomten till byggmästaren Karl Johan Flodin vilken även anges som ägare i Stockholms adresskalender från 1907. Han var en av Stockholms storbyggmästare och uppträdde även som byggherre. Flodin uppförde en lång rad bostadshus i Stockholm i egen regi för spekulation. För sina projekt anlitade han tidens kända arkitekter, bland dem Hagström & Ekman, så även för gestaltningen av den nya byggnaden vid Storgatan 10. Flodin förevigade sig själv på byggnadens fasad, där hans initialer KJF återfinns på de båda burspråkens bröstningar. Redan 1910 sålde han fastigheten vidare till grosshandlaren H.F. Thalin.

### Originalritningar från 1905

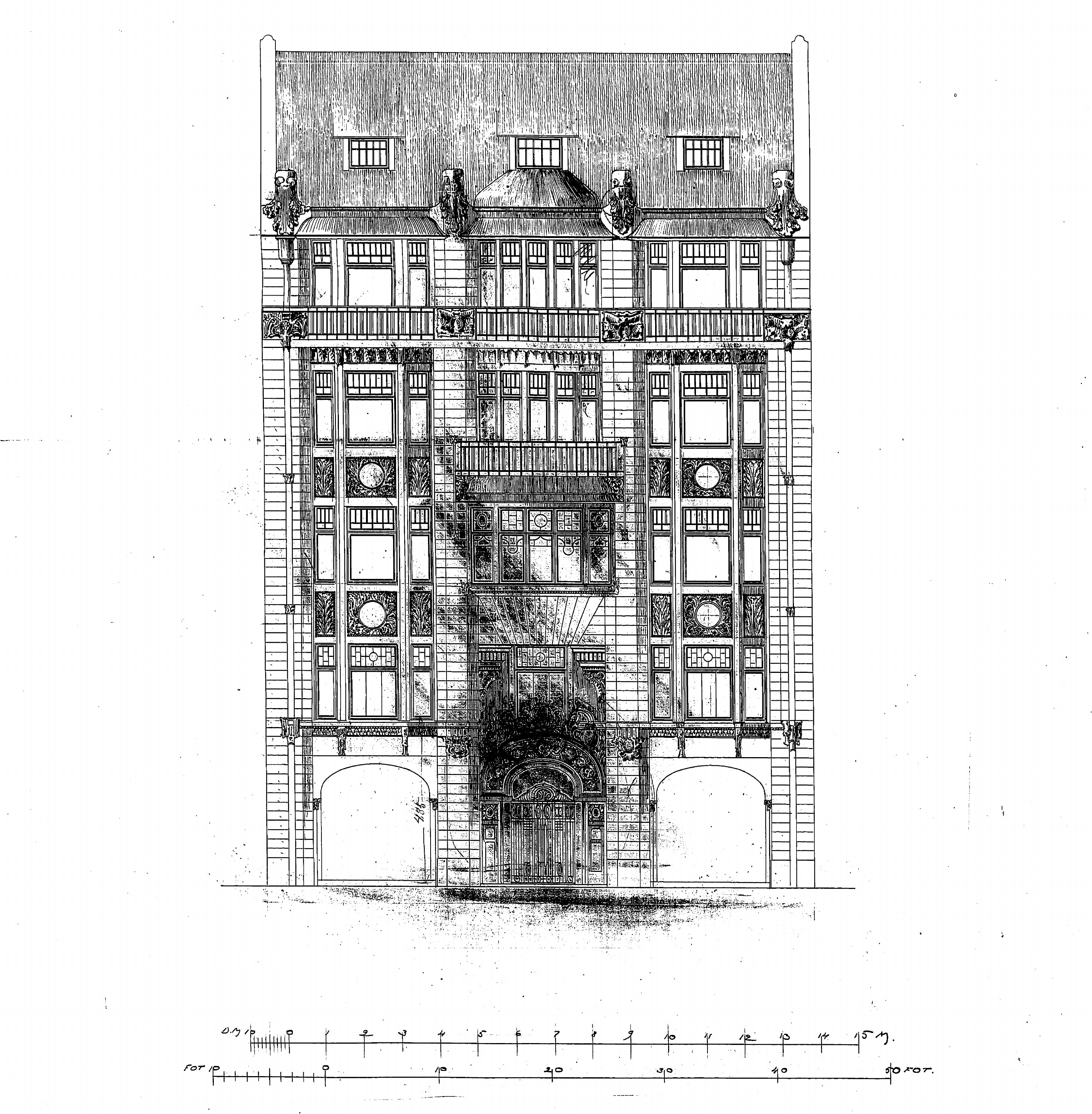
Fasad mot Storgatan.
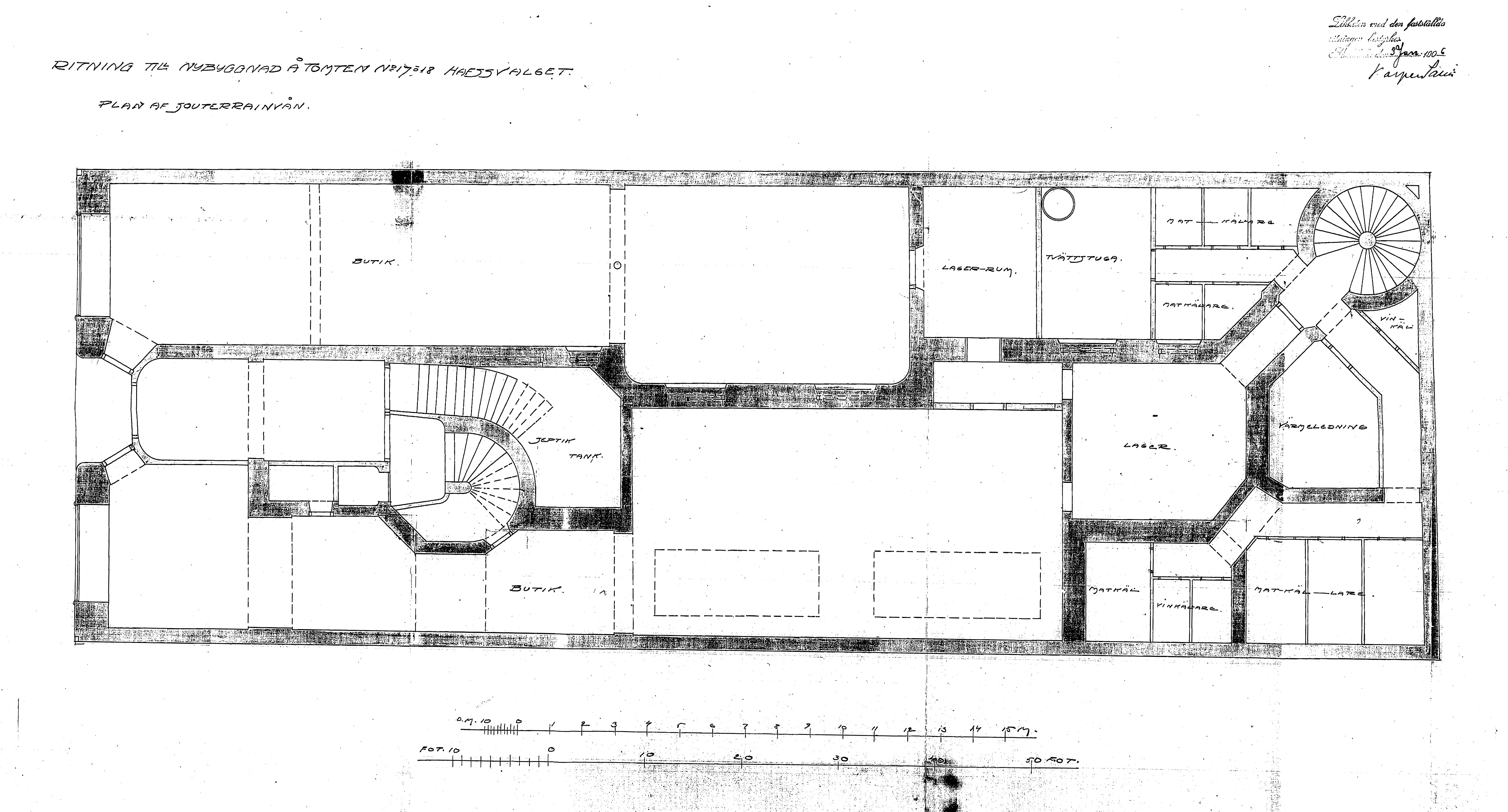
Entréplan.
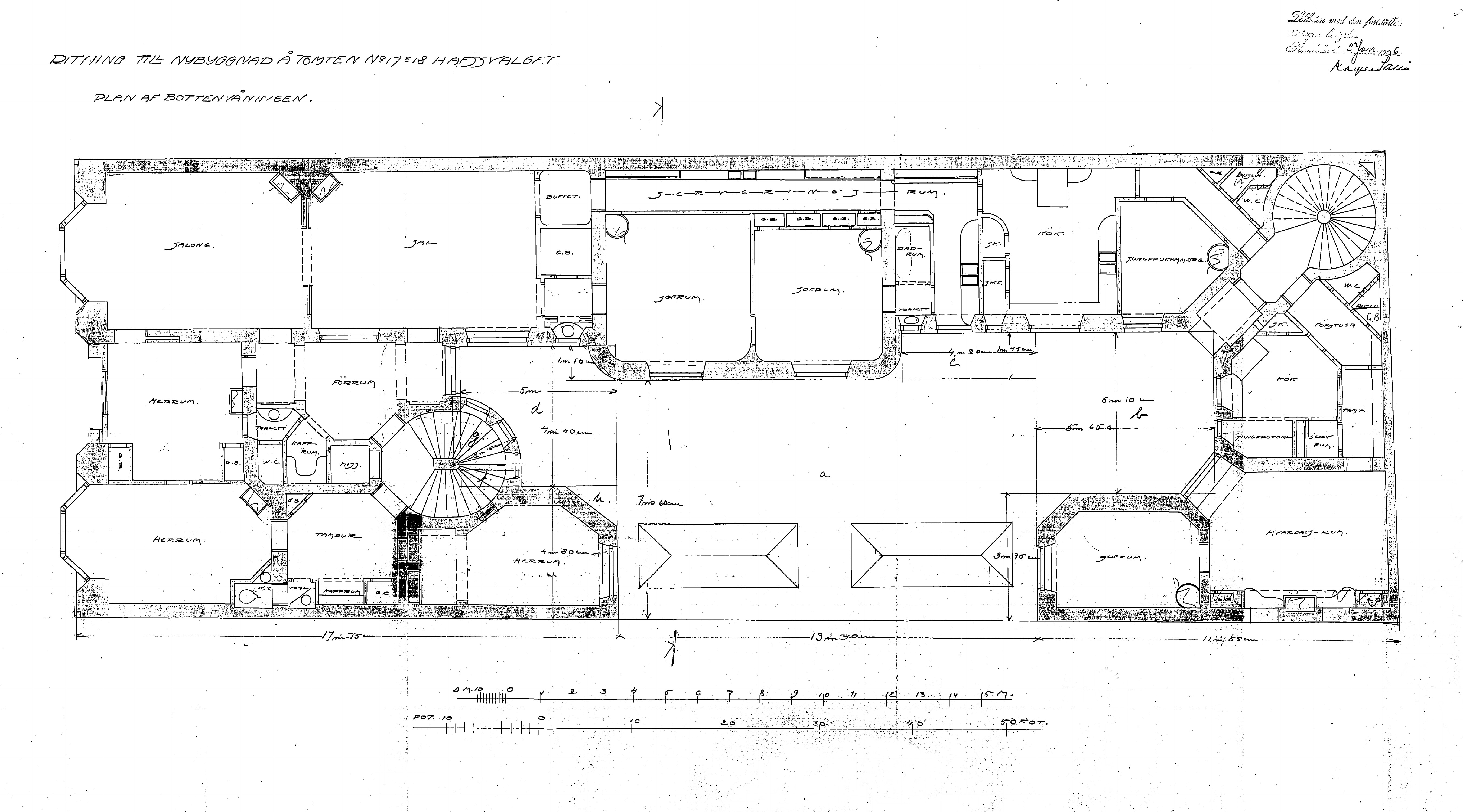
Bottenvåning.
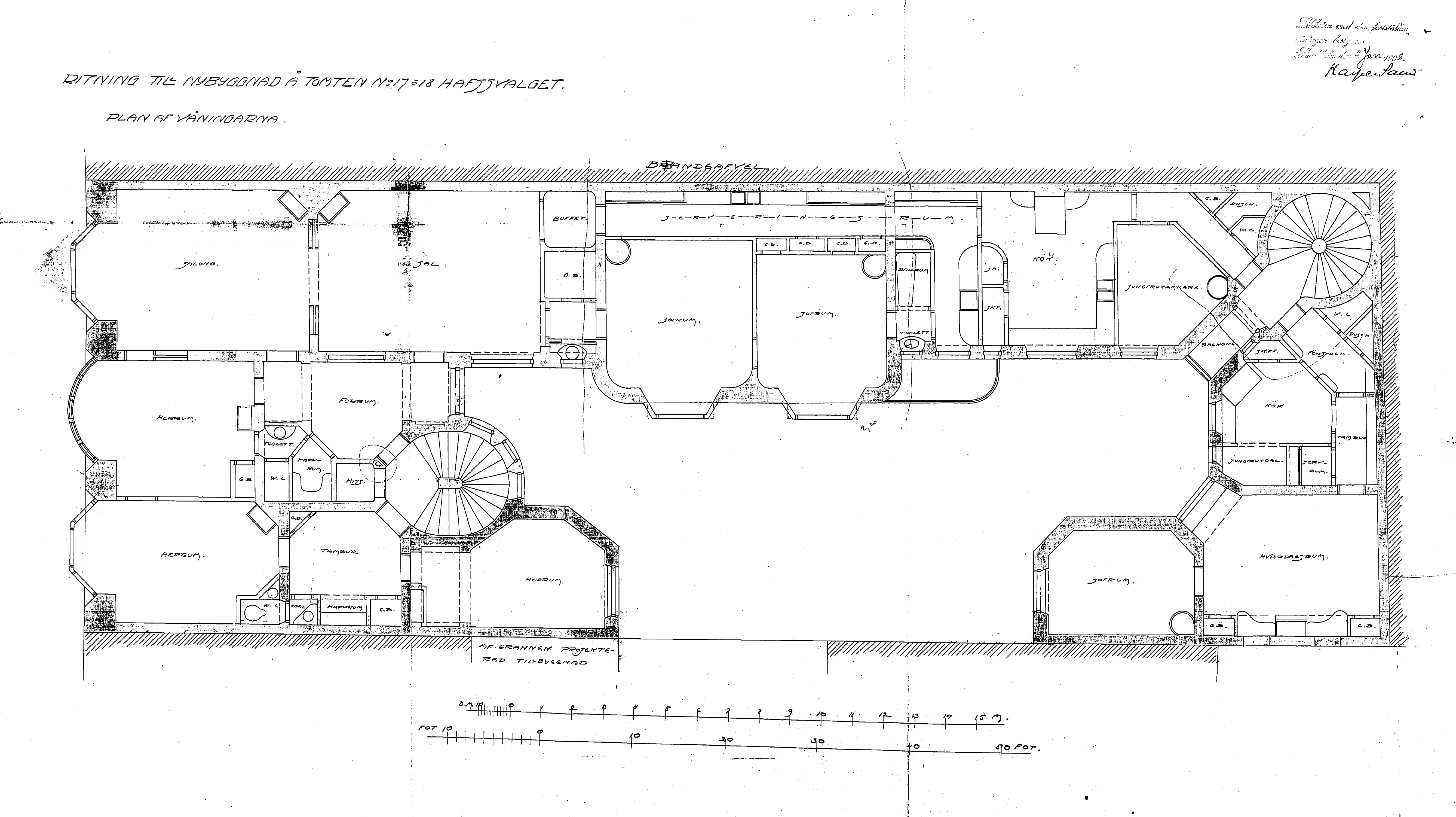
Våningsplaner.

### Exteriör

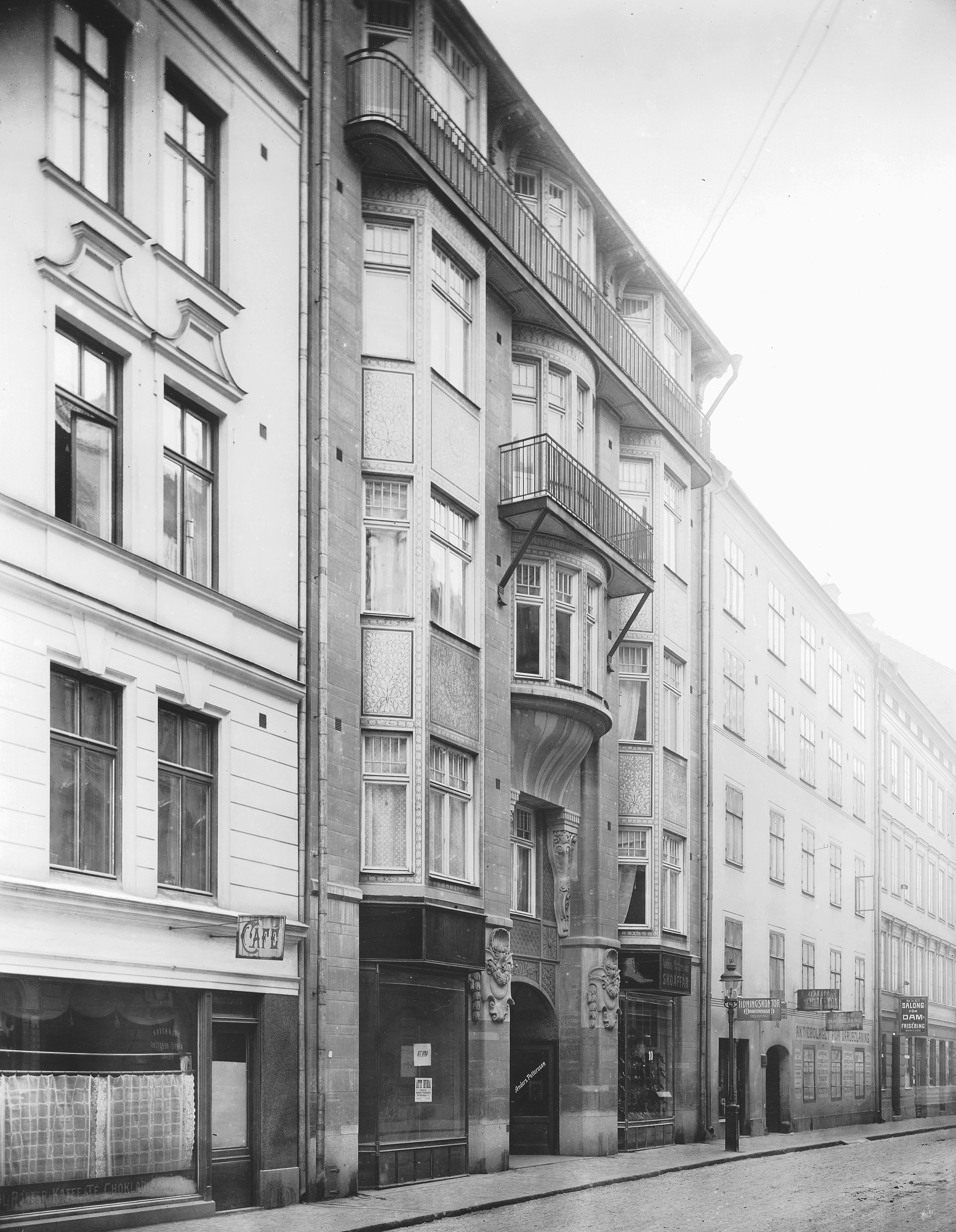
Fasaden 1910.

Hagström & Ekman ritade ett hus i fem våningar med butiker i bottenvåningen och hel källare som även sträcker sig under innergården. Gatufasaden gestaltades i överdådig jugendstil med brungrå kalksten, och kring entréportalen huggen dekor visande festonger och snäckskal. Fasaden accentueras av tre burspråk, den mellersta rundat och med en kort balkong på fjärde våningsplanet. Takfoten har en kraftig utkragning buren av stenkonsoler. På femte våningsplanet märks en över hela fasadbredden genomgående balkong i smide. Gårdsfasaden fick ett enklare utseende i enfärgad slätputs.
Burspråken och fasadpartierna kring och över entrén utfördes ursprungligen putsade och smyckade med riklig dekormålning visande florala motiv i brun, beige och guld. De försvann senare under ett lager puts i rosa kulör. I samband med en större renovering 1990–1991 återställdes fasaden till sitt ursprungliga skick. Åtgärden belönades 1992 med Stockholms Byggmästareförenings årliga ROT-pris som då utdelades första gången.

### Interiör
Huvudentrén och de båda butiksentréerna är djup indragna i fasaden under en välvd nisch som dekormålats i beige och guld lik fasaden. Porten är glasad med fasettslipade rutor. Golvet i entréhallen är belagt med plattor i grön kolmårdsmarmor. Väggarna är marmoreringsmålade i gula färgnyanser och indelade av pilastrar med förgyllda lotuskapitäl. Fönstren i trapphuset smyckades med rosenmotiv. 
Lägenhetsfördelningen var ursprungligen en enda stora bostad per plan samt en liten tvårummare med kök längst in på gården. Den stora lägenheten sträckte sig med en gårdsflygel inåt kvarteret och bestod av sju rum och kök samt jungfrukammare två stora entréhallar, serveringsgång och ett litet badrum. Som bruklig vid exklusiva bostadshus från den tiden nåddes köksregionen via en separat kökstrappa som skulle begagnas av tjänstefolket.
Moderniseringar skedde kontinuerliga genom åren. I slutet av 1980-talet inreddes vinden för bostadsändamål. 1990 kontoriserades lägenheterna och exteriören återställdes till ursprungligt skick. Uppdragsgivare var Industrivärden som i mars 1991 flyttade in i byggnaden och har sitt huvudkontor fortfarande (2021) där.

### Nutida bilder

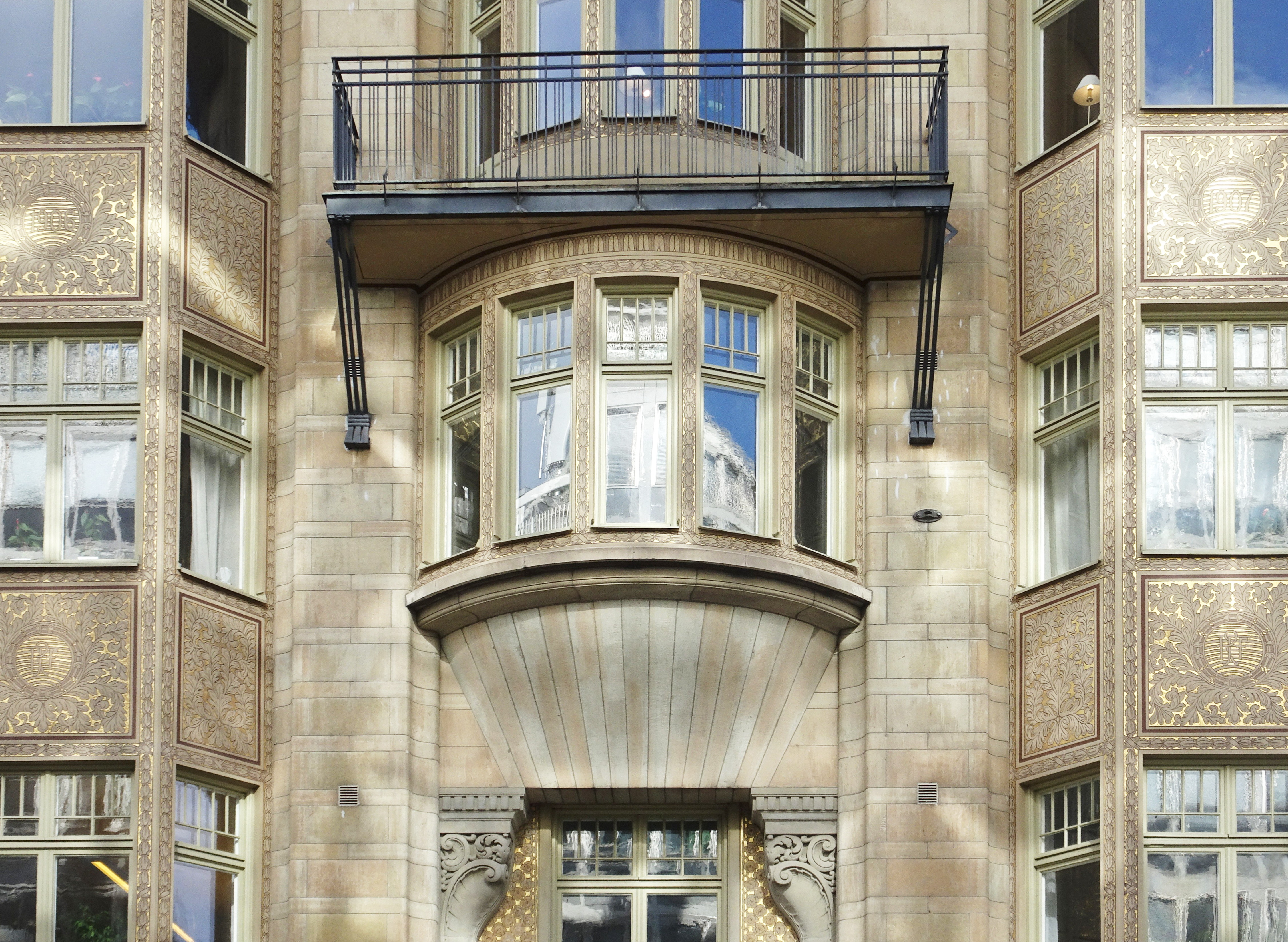
Mellersta burspråket med smidesbalkong.
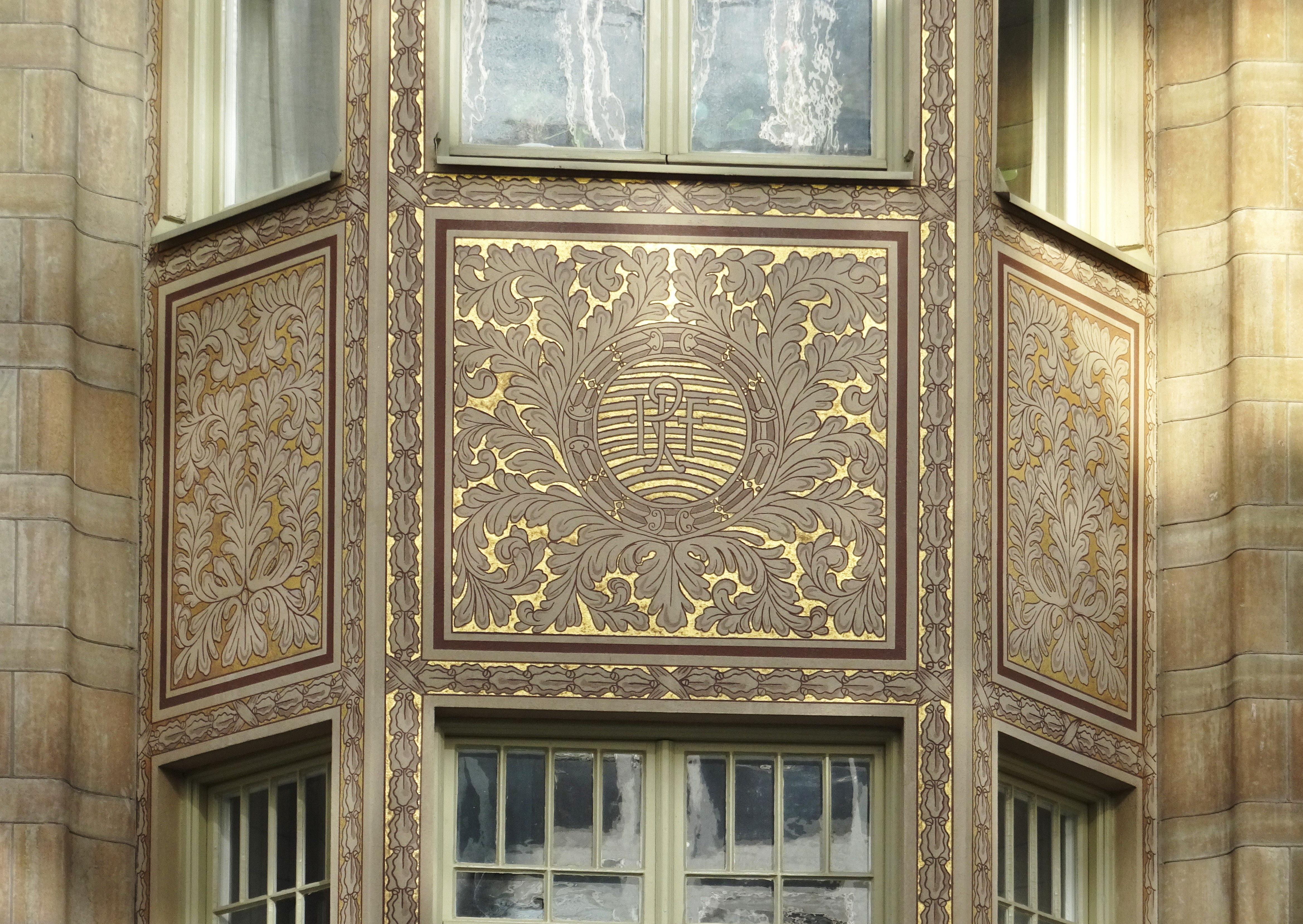
Vänstra burspråket, initialer KJF.
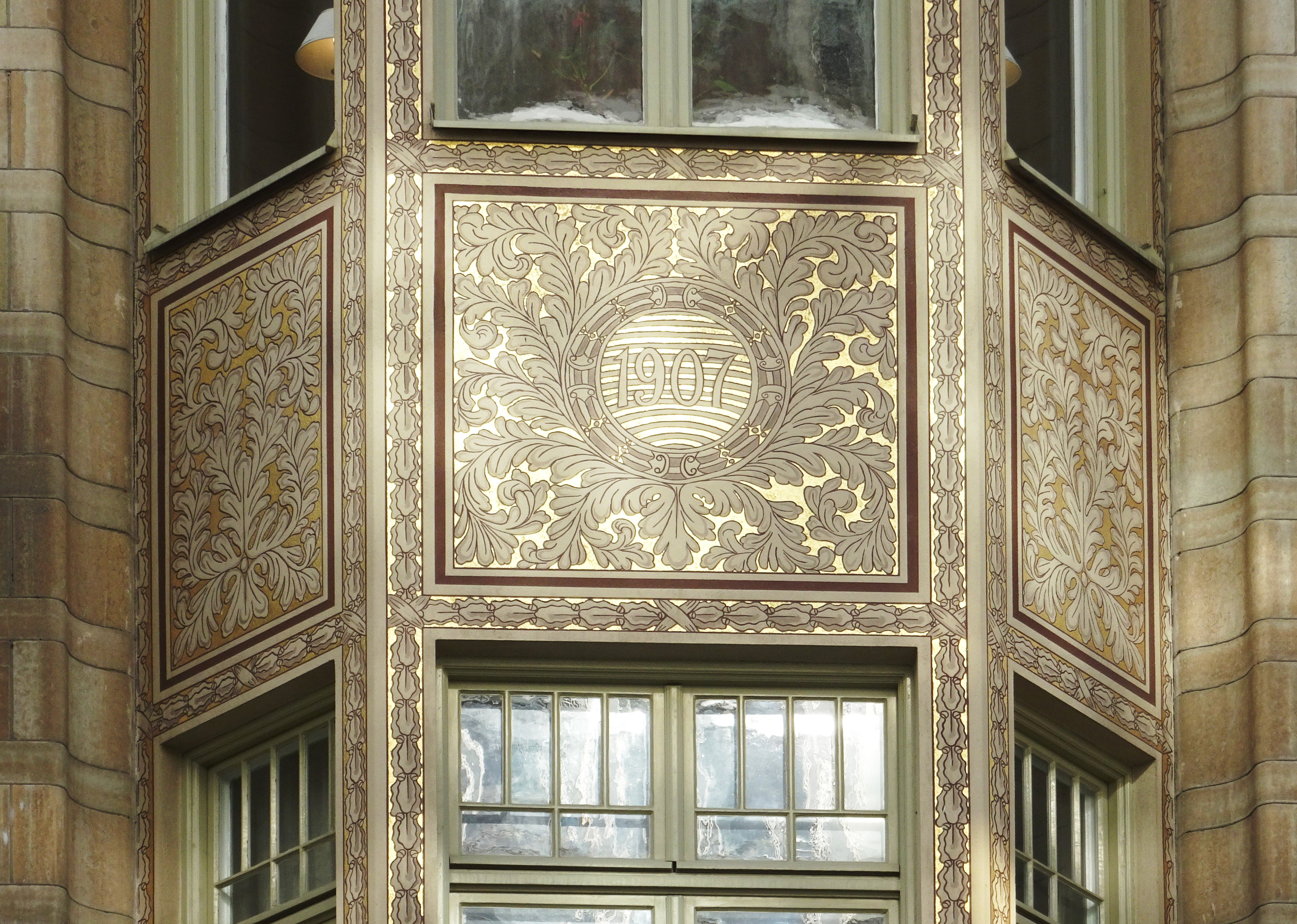
Högra burspråket, årtal 1907
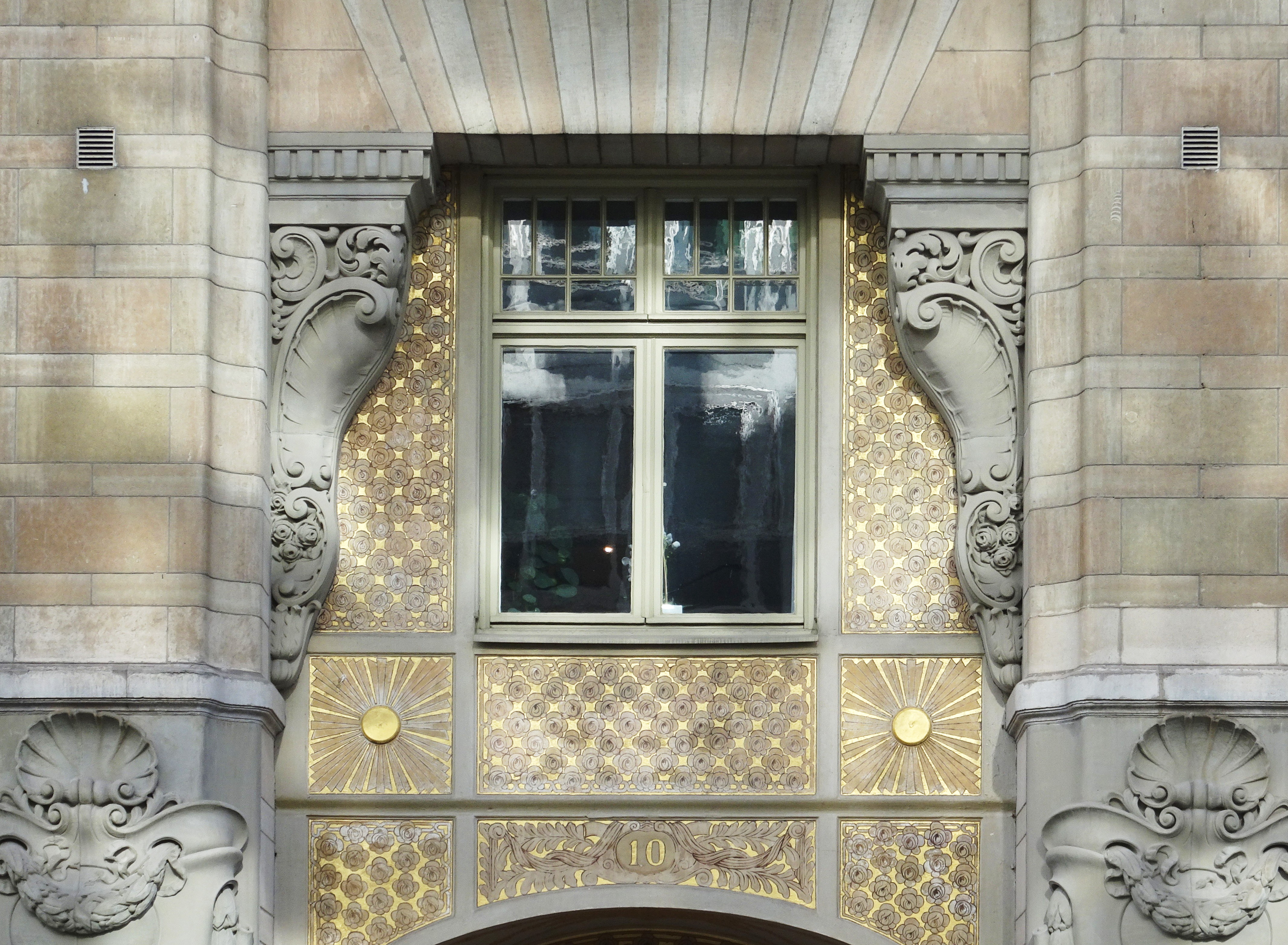
Fönster och fasaddekor över entréporten.

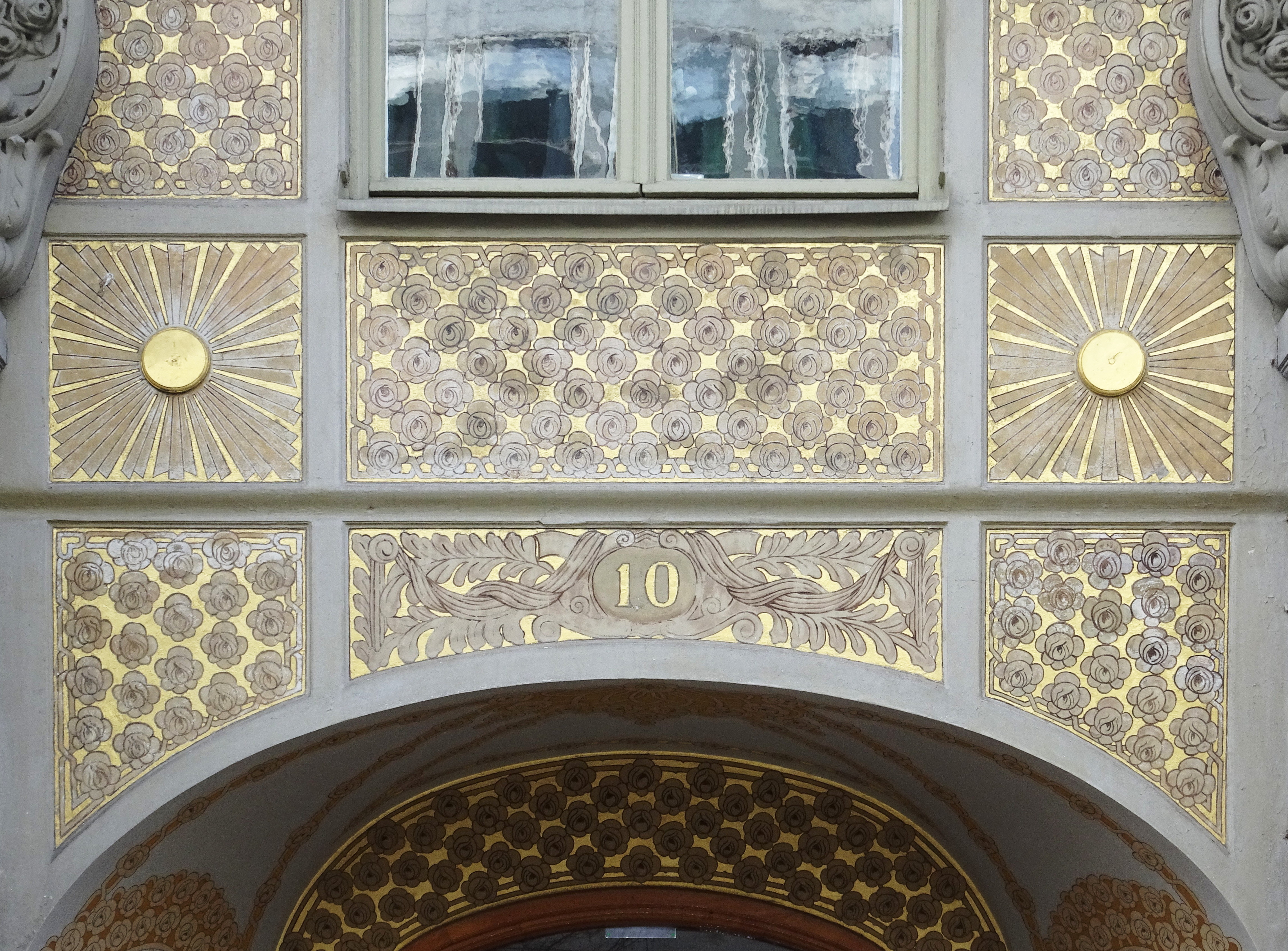
Målad dekor över entréporten.
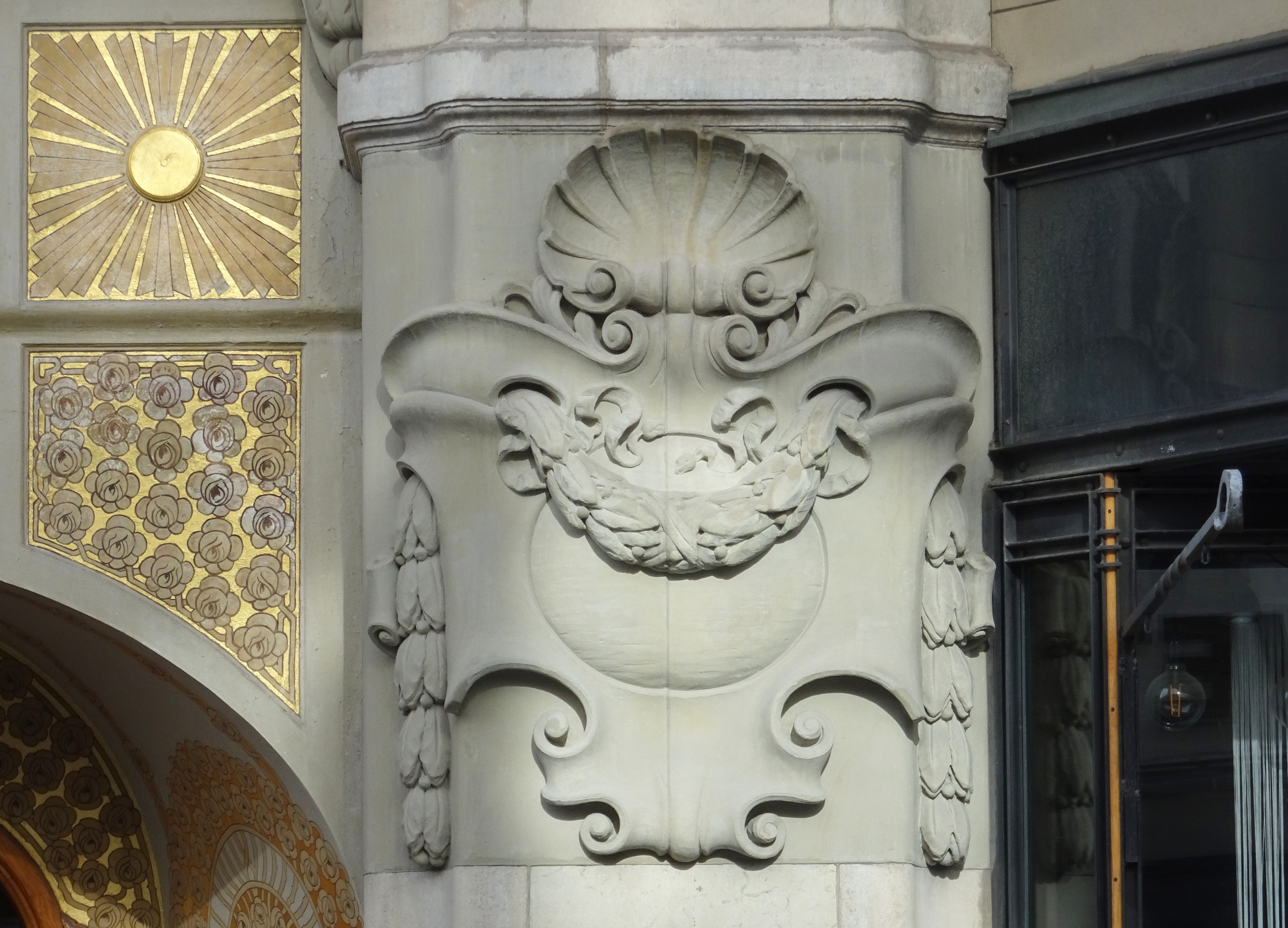
Huggen dekor kring entréportalen.
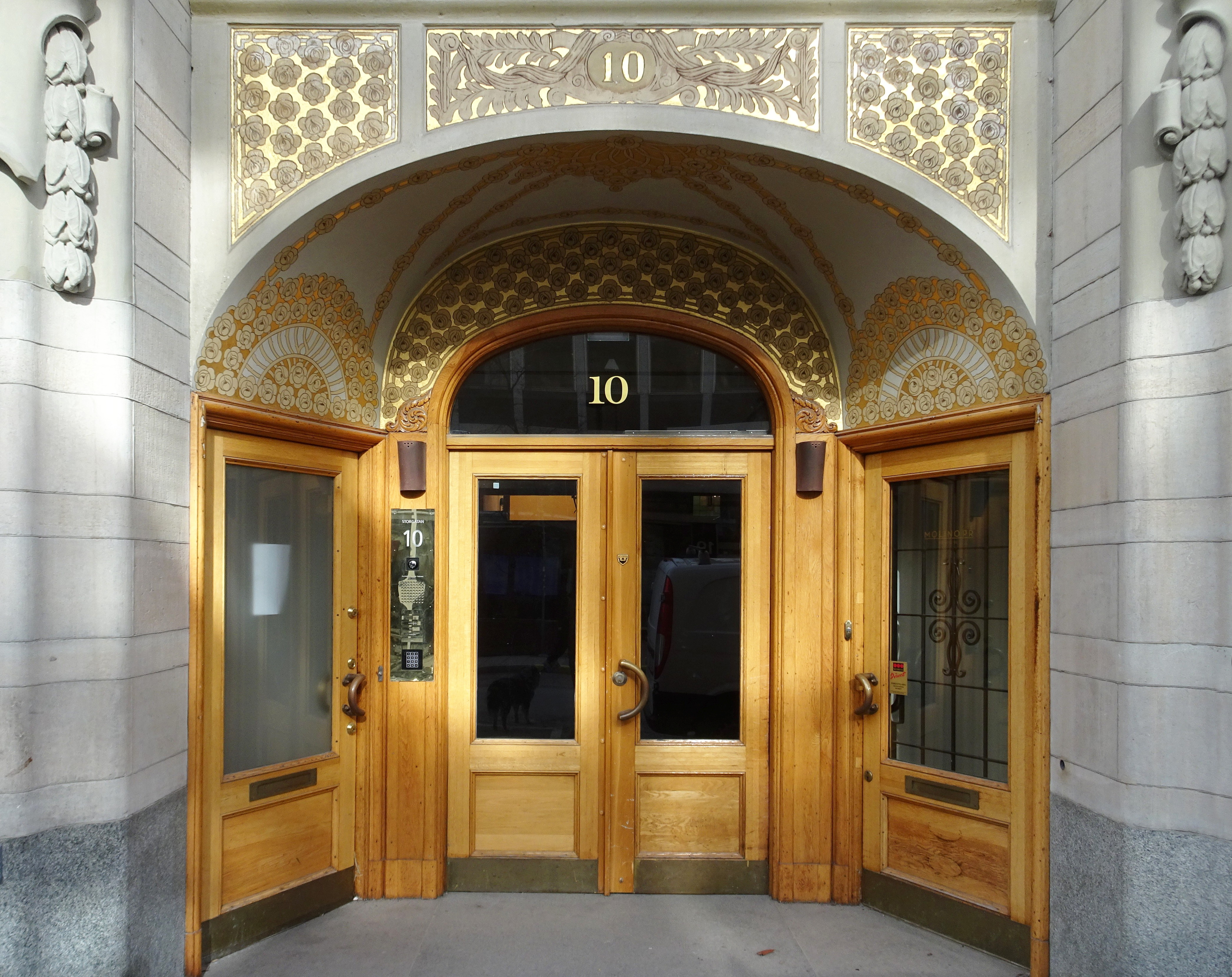
Entréportalen, Storgatan 10.
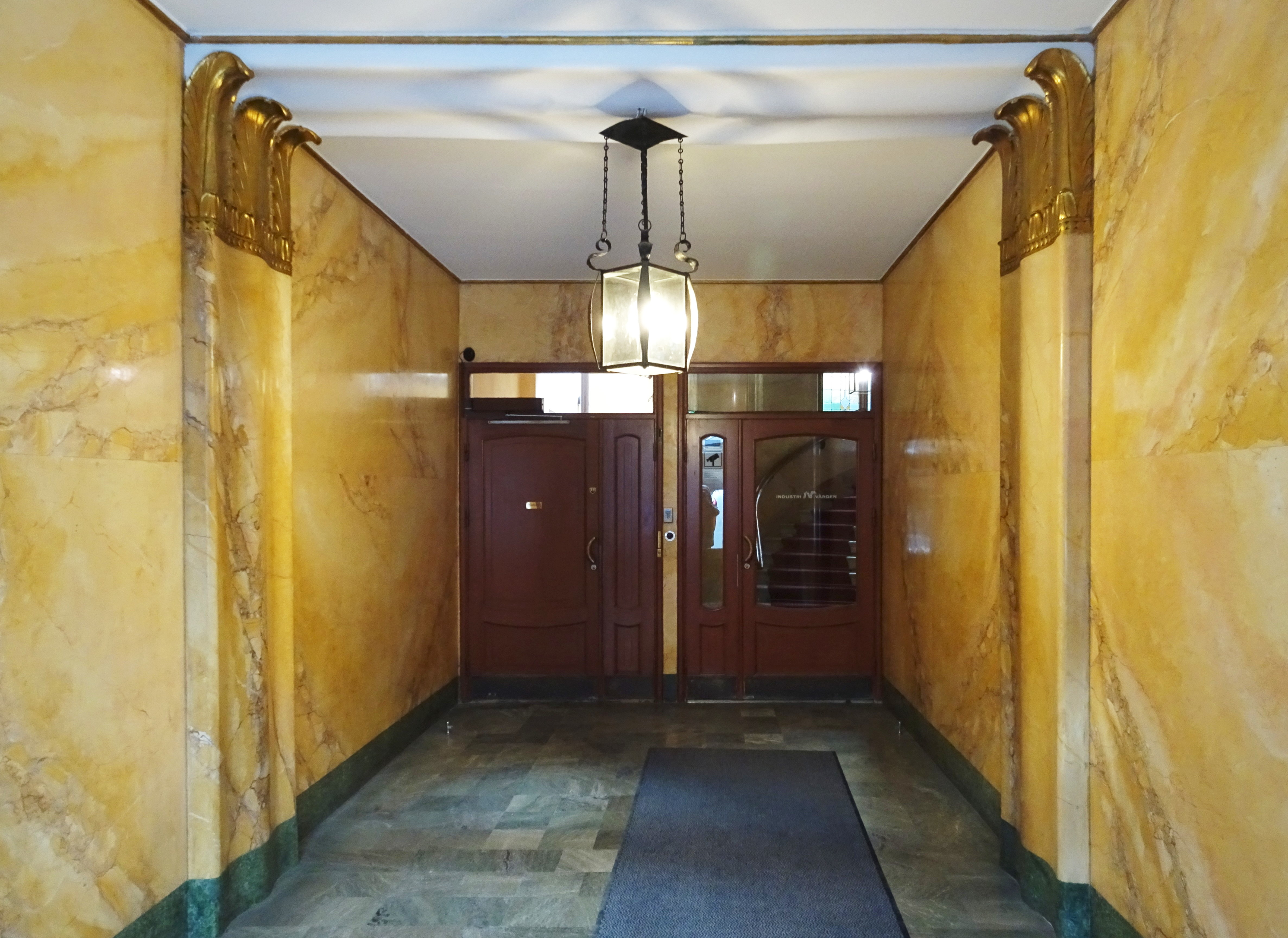
Entréhallen, pilaster med lotuskapitäl.